# وین آلوین
وین آلوین (انگلیسی: Wayne Allwine; زاده ۷ فوریهٔ ۱۹۴۷ – درگذشته ۱۸ مهٔ ۲۰۰۹) صداپیشه و بازیگر اهل ایالات متحده آمریکا بود. وی بین سال‌های ۱۹۷۷ تا ۲۰۰۹ میلادی فعالیت می‌کرد.
وی همچنین برندهٔ جوایزی همچون جایزه امی ساعات پربیننده شده‌است.